# کسمن (ساموخ)
کسمن (به لاتین: Kəsəmən) یک منطقه مسکونی در جمهوری آذربایجان است که در شهرستان ساموخ واقع شده است. کسمن ۴۴۷ نفر جمعیت دارد.